# Ovotestis
Eine Ovotestis (Zwitterdrüse oder Zwittergonade, auch Testovar) ist eine Gonade (Keimdrüse), die die Funktion von Eierstock (Ovar) und Hoden (testis) vereint und daher sowohl Eizellen als auch Spermien produzieren kann. Bei den meisten zwittrigen Tieren treten in einem Individuum sowohl Ovar und Hoden auf, das Vorkommen von Zwitterdrüsen ist die Ausnahme. Sie finden sich allerdings bei verschiedenen Gruppen der Schnecken und bei manchen Seescheiden. Als Fehlbildung können Ovotestes auch bei anderen Tierarten inklusive des Menschen vorkommen.

## Zwitterdrüsen bei Schnecken

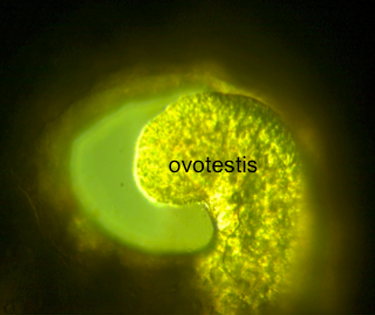
Zwitterdrüse der Süßwasserschnecke Biomphalaria glabrata

Zwitterdrüsen treten bei den fast ausschließlich zwittrigen Heterobranchia, darunter Hinterkiemerschnecken (Opisthobranchia) und Lungenschnecken (Pulmonata), auf. Die Zwitterdrüsen sind je nach Art aus einem oder mehreren Lappen und diese je nach Art und Größe des Tieres aus einzelnen bis tausenden Acini, blind endenden, abgerundeten oder birnenförmigen Schläuchen, innerhalb derer die Keimzellen gebildet werden, wobei Ei- und Spermienzellen in verschiedenen Verwandtschaftsgruppen entweder in separaten Regionen oder über den gesamten Acinus verteilt gebildet werden. Die beiden Arten von Keimzellen werden dabei häufig nicht gleichzeitig gebildet, wobei Proterandrie (Bildung von Spermien vor der Bildung von Eizellen) die Regel und Proterogynie die Ausnahme ist. Durch diese zeitliche Trennung wird auch eine Selbstbefruchtung verhindert.

## Ovotestes als Fehlbildungen
Ovotestes können als Fehlbildungen bei verschiedenen Säugetieren auftreten, darunter Menschen, Mäuse und Hunde. Bei echtem Hermaphroditismus (Hermaphroditismus verus) entwickelt sich die Anlage der Keimdrüsen dabei nicht zu einem reinen Eierstock oder Hoden, sondern weist Gewebe beider Organe auf. 
Hermaphroditen mit zwei Gonosom X-Chromosomen haben dabei meist entweder eine Ovotestis und ein Ovar oder zwei Ovotestes, während Hermaphroditen mit einem X- und einem Y-Chromosom zu 75 % einen rechten Hoden und ein Ovar oder eine Ovotestis und nur selten zwei Ovotestes aufweisen. Der Anteil des Ovar- und Hodengewebes kann dabei fast vollständig auf einer Seite oder irgendwo in der Mitte liegen.

## Nachweise
1. ↑  Willibald Pschyrembel: Pschyrembel Klinisches Wörterbuch. Bearbeitet von Helmut Hildebrandt, 258. Auflage. de Gruyter, Berlin 1998, ISBN 3-11-014824-2, S. 1178
2. ↑  Volker Storch, Ulrich Welsch: Kurzes Lehrbuch der Zoologie. 7. Auflage. Gustav Fischer, Stuttgart, Jena, New York 1994, ISBN 3-437-20507-2, S. 256.
3. ↑  Karl M. Wilbur, N. H. Verdonk, J. A.M. van den Biggelaar: Reproduction. In: A. S. Tompa (Hrsg.): The Mollusca. Band 7. Academic Press, Orlando 2013, ISBN 978-0-08-092659-9, S. 51.
4. ↑  Genetics of Sex Determination. In: R.S. Verma (Hrsg.): Advances in Genome Biology. Band 4. JAI Press, Middlesex 1996, ISBN 978-0-08-052617-1, S. 58.